# Вила Луиза
Вила Луиза (на итал. Villa Luisa) е историческа резиденция в град Ивреа, Пиемонт, Северна Италия.

## История
Строителните работи по вилата започват в началото на 1860 г. по поръчка на Гаспаре Борджети – известен и уважаван лекар от Ивреа, и след това са завършени между 1864 и 1866 г. След смъртта му имотът е наследен от сина му Джузепе, който преследва военна кариера и става генерал-майор през 1893 г. Най-вероятно съпругата му Луиза Кота Рамузино е вдъхновила името на вилата. След възходи и падения имотът е закупен през 1974 г. от индустриалната асоциация „Канавезе“, на която, след приключване на някои ремонтни дейности, става нейно седалище от 1977 г.
През 2020 г. сградата отново е подложена на фасаден ремонт.

## Описание
Вилата се намира на бул. „Константино Нигра“ срещу Палацо Равера, със северната страна, надвиснала над бързите води на река Дора Балтеа, в участъка между Стария мост и Новия мост. Следователно имотът граничи на юг с градината на Вила Равера и на запад с църквата „Сан Грато“. Вилата има два входа: главният на бул. „К. Нигра“, предшестван от градина с дървета, и вторичен на уличка „Джордано“, до който се стига от Квратла „Боргето“.
Сградата, разработена на три етажа, има сложен декоративен апарат, съставен от рамки, пиластри и рафтове. Последният етаж се характеризира с наличието на големи прозорци на фасадата, открити при една от реновационните кампании след построяването на сградата.